# Synchiropus ijimae
Synchiropus ijimae är en fiskart som beskrevs av Jordan och Thompson, 1914. Synchiropus ijimae ingår i släktet Synchiropus och familjen sjökocksfiskar. Inga underarter finns listade i Catalogue of Life.